# Учение «Воздух»
Учение «Воздух» — учение, проведённое в СССР осенью 1961 года на полигоне Новая Земля, целью учения заключалась в испытаниях большого количества термоядерных авиабомб в период обострения отношений между СССР и США, все заряды сбрасывались с бомбардировщика Ту-95 и подрывались на большой высоте. Все взрывы были проведены в районе опытного поля Д-2 (Сухой Нос). Испытание Царь-Бомбы также входило в рамки учения «Воздух». Председателем комиссии, которая руководила учением, был генерал-майор Н. И. Павлов. В учение принимал участие министр среднего машиностроения Е. П. Славский, а инициатором учения был лично Н. С. Хрущёв.
Перед началом проведением учения, Советское правительство сделало заявление, обозначив опасные районы для всех судов в Баренцевом и Карском морях:

Министерство обороны Союза ССР предупреждает всех владельцев советских и иностранных судов, кораблей и самолётов, что оно не будет нести ответственности, если корабли, суда и самолёты нарушат границу опасной зоны и потерпят какой-либо материальный ущерб («Правда», август 1961 года).

## Начало учения
Учение «Воздух» началось 10 сентября 1961 года, в этот день тяжёлый стратегический бомбардировщик Ту-95, взлетевший с аэродрома Оленья (Кольский полуостров), сбросил термоядерную авиабомбу над опытным полем Д-2. Взрыв был произведён на высоте 2000 м, Тротиловый эквивалент составил 2,7 мт.
Вот как вспоминает взрыв начальник Новоземельского полигона, генерал-лейтенант Г. Г. Кудрявцев:

В воздухе через специальные темные очки я увидел огненный шар, яркую вспышку, а вслед за этим теплый световой импульс, который я почувствовал на себе через открытые части лица и рук. Яркая вспышка и световое излучение продолжалось несколько секунд. Мы сняли очки, и я сел за стереотрубу, продолжая следить за огненным шаром, который продолжал бурлить, поднимаясь вверх, увеличиваясь в своих размерах, образуя как бы грибовидную головку. Через некоторое время мы почувствовали слабое воздействие сейсмической и ударной волны, а через некоторое время раскаты сильного грома. Вначале от самого взрыва, а затем отраженные удары от поверхности земли и новоземельских гор. Воздействие воздушной ударной волны мы чувствовали дважды. При этом каждый из нас, стоявших на открытой площадке, почувствовали на себе как бы напор ветра в грудь, что заставило каждого из нас инстинктивно наклониться вперед или даже присесть, повернувшись спиной к взрыву. Перед этим мы наблюдали удивительное зрелище. Стоящие перед нами травы, полярные цветы в долине, как бы по команде, поспешно наклонялись в нашу сторону, прижимаясь к земле, а затем также дружно поднимались в первоначальное положение.
— http://www.iss-atom.ru/ksenia/YI_t1/ch2_20.htm